# 대한민국 제12대 대통령 선거 민주정의당 후보 선출
민주정의당 제12대 대선 후보 선정은 1981년 1월 15일 민주정의당이 창당대회 및 제12대 대통령 후보자 지명 대회에서 전두환 대통령을 당의 제12대 대선 후보로 추대한 것을 말한다.

## 후보
대통령 후보는 재적 대의원 10분의 1 또는 중앙집행위원회(창당 전인 경우 창당준비위원회 상임위원회)의 추천으로 입후보하고 전당대회에서 재적 대의원 과반수의 찬성으로 지명하도록 돼있었다.
1981년 1월 6일, 민주정의당 창당준비위원회 상임위원회는 15일 열릴 창당대회에서 전두환 대통령을 당 총재 및 제12대 대선 후보로 추대할 것을 만장일치 결의했다. 이어서 1981년 1월 10일, 민주정의당 창당준비위원회 이재형 위원장과 권정달 사무총장은 청와대를 방문해 전두환 대통령에게 15일 대회 때 총재 및 대통령 후보 추대를 수락해줄 것을 요청했다.

## 전당대회
1981년 1월 15일, 민정당은 잠실체육관에서 재적 대의원 3,165명 중 3,162명의 대의원이 모인 가운데 창당대회를 개최하고 전두환 대통령을 당 총재 및 대선 후보로 추대했다. 대회 직후 전두환 대통령은 정식으로 민정당에 입당했다.

## 같이 보기
- 대한민국 제12대 대통령 선거